# WWE Rebellion
Rebellion fue un PPV celebrado por la World Wrestling Entertainment este evento se celebraba exclusivamente en Reino Unido en el Sky Box Office. En 2002, el PPV fue exclusivo para la marca SmackDown!. Este PPV cesó en 2003 después de que ya no se celebre ningún PPV en Reino Unido.

## Resultados

### 1999
Rebelión (1999) tuvo lugar el 2 de octubre de 1999 en el National Indoor Arena en Birmingham, Inglaterra.
- Dark Match: Christian derrotó a Crash Holly (4:39)
  - Christian cubrió a Holly.
- Jeff Jarrett derrotó al Campeón Europeo de la WWF D'Lo Brown reteniendo el Campeonato Intercontinental de la WWF (6:12).
  - Jarret cubrió a Brown después de golpearlo con un respirador.
  - El Campeonato Europeo de Brown no estaba en juego.
  - Antes de la lucha, Jarrett intento hacerle un "Figure Four Leglock" a una fan del público pero fue detenido y atacado por Chyna.
  - Después de la lucha, Jarrett retó a Chyna a un combate en el evento más adelante.

- The Godfather derrotó a Gangrel (6:19)
  - Goodfather cubrió a Gangrel después de Pimp Drop.

- Val Venis derrotó a Mark Henry (3:47)
  - Venis cubrió a Henry después de un "Money Shot".

- Ivory derrotó a Luna Vachon, Tori y Jacqueline reteniendo el Campeonato Femenino de la WWF (6:51)
  - Ivory cubrió a Jacqueline después de golpearla con el título.

- Chris Jericho derrotó a Road Dogg (11:58)
  - Jericho cubrió a Dogg después de un "Low Blow".

- Chyna derrotó a Jeff Jarrett por descalificación (4:28)
  - Jarret fue descalificado después de que British Bulldog interviniera y atacara a Chyna.

- Kane derrotó a The Big Show en un No Disqualification Match (8:38)
  - Kane cubrió a Show después de un Big Boot contra una silla a la cara de Show y un Scoop Slam.

- The British Bulldog derrotó a X-Pac (5:23)
  - Bulldog cubrió a X-Pac después de Running Powerslam.

- Edge & Christian derrotaron a The Acolytes (Faarooq & Bradshaw) y a The Hollys (Hardcore Holly & Crash Holly) en un Triangle Match (8:42)
  - Bradshaw cubrió a Crash después de un "Clothesline from Hell"
  - Edge cubrió a Bradshaw después de un Superplex y Tornado DDT.

- Triple H derrotó a The Rock en un Steel Cage Match reteniendo el Campeonato de la WWF (22:33)
  - Triple H escapo de la jaula después de que British Bulldog saliera a atacar a The Rock.
  - Durante la lucha, Bulldog intervino a favor de Triple H, mientras Shane McMahon, Pat Patterson y Gerald Brisco intervinieron a favor de The Rock.
  - Después de la lucha, Vince McMahon encerró a Bulldog en la jaula para que The Rock pudiese atacarlo.

### 2000
Rebelión (2000) tuvo lugar el 2 de diciembre de 2000 en el Sheffield Arena en Sheffield, Inglaterra.
- The Dudley Boyz (Bubba Ray & D-Von) derrotaron a Edge & Christian y T&A (Test & Albert) (con Trish Stratus) en un Elimination Tables Match (9:55)
  - Edge y Christian eliminaron a Albert después de tirarle desde la tercera cuerda.
  - The Dudley Boyz eliminaron a Christian después de un 3D.
- Ivory (con Steven Richards) derrotó a Lita reteniendo el Campeonato Femenino de la WWF (2:55)
  - Ivory cubrió a Lita después de un Sunset flip, usando las cuerdas y a Richards como apoyo.
- Steve Blackman derrotó a Perry Saturn (c/ Terri Runnels) reteniendo el Campeonato Hardcore de la WWF (6:03)
  - Blackman cubrió a Saturn después de un Bicycle Kick.
- Crash Holly (con Molly Holly) derrotó a William Regal ganando el Campeonato Europeo de la WWF (5:10). 
  - Holly cubrió a Regal después de una "Misile Dropkick" de Molly.
  - Después de la lucha, Regal atacó a Crash y a Molly y se llevó el campeonato.
- Chyna & Billy Gunn derrotaron a Dean Malenko & Eddie Guerrero (08:15)
  - Gunn cubrió a Malenko después de un "One and Only".
- Kane derrotó a Chris Jericho (8:04)
  - Kane cubrió a Jericho después de una Chokeslam.
- Right to Censor (Bull Buchanan & The Godfather) derrotaron a The Hardy Boyz (Matt & Jeff) reteniendo el Campeonato en Parejas de la WWF (8:05)
  - Buchanan cubrió a Jeff después de que Val Venis le aplicara un "Money Shot".
- The Undertaker derrotó a Chris Benoit (20:15)
  - Undertaker cubrió a Benoit con un "Roll-Up".
  - Antes de la lucha, The Radicalz atacaron a Undertaker tras bambalinas.
- Kurt Angle derrotó a Rikishi, Steve Austin y The Rock reteniendo el Campeonato de la WWF (27:50)
  - Angle cubrió a Rikishi después de un Angle Slam.
  - The Radicalz (Chris Benoit, Eddie Guerrero, Dean Malenko y Perry Saturn), Edge & Christian intervinieron a favor de Angle.
  - Después de la lucha, The Rock y Austin atacaron a The Radicalz.

### 2001
Rebelión (2001) tuvo lugar el 3 de noviembre de 2001 en el M.E.N. Arena en Mánchester, Inglaterra.
- Dark Match: Billy & Chuck derrotaron a Lance Storm & Justin Credible (5:00) 
  - Billy cubrió a Storm.
- Edge derrotó a Christian en un Steel Cage Match reteniendo el Campeonato Intercontinental de la WWF (12:49) 
  - Edge ganó la pelea después de escapar de la celda.
- Scotty 2 Hotty derrotó a The Hurricane (8:52)
  - Hotty cubrió a Hurricane después de un "Worm".
- The Big Show derrotó a Diamond Dallas Page (3:15)
  - Show cubrió a Page después de una "Chokeslam"
- The Dudley Boyz (Bubba Ray & D-Von) derrotaron a The APA (Faarooq & Bradshaw) y a The Hardy Boyz (Matt & Jeff) en un Triangle Match reteniendo el Campeonato Mundial en Parejas de la WCW (12:00)
  - Matt cubrió Faarooq después de un "Twist of Fate".
  - D-Von cubrió a Matt después de un "3D".
- William Regal derrotó a Tajiri (5:55)
  - Regal cubrió a Tajiri después de un "Regal Stretch".
- Chris Jericho derrotó a Kurt Angle reteniendo el Campeonato de la WCW (14:55) 
  - Jericho cubrió a Angle después de invertirle un "Angle Slam" en un "Roll-Up".
- Torrie Wilson & Lita derrotaron a Stacy Keibler & Mighty Molly (con Trish Stratus como Árbitro Especial) (4:17) 
  - Lita cubrió a Molly después de un "Twist of Fate".
- Steve Austin derrotó a The Rock reteniendo el Campeonato de la WWF (22:09)
  - Austin cubrió a The Rock, después de que Kurt Angle golpeara a The Rock, con la réplica del título, luego de una "Stone Cold Stunner".
  - Chris Jericho también intervino en el combate, ayudando a Rock y atacando a Austin y Angle.

### 2002
Rebelión (2002) tuvo lugar el 26 de octubre de 2002 en el M.E.N. Arena en Mánchester, Inglaterra. El tema oficial del evento fue "Masacre" de Jim Johnston. Este fue el primer PPV exclusivo de una marca después del Draft de 2002.
- Dark Match: Bill DeMott derrotó a Shannon Moore (8:26)
  - DeMott cubrió a Moore.
- Booker T derrotó a Matt Hardy (15:06) 
  - Booker cubrió a Hardy después de un "Scissor Kick".
- Billy Kidman & Torrie Wilson derrotaron a John Cena & Dawn Marie (9:30) 
  - Kidman cubrió a Cena después de una "Shooting Star Press".
  - Después de la lucha, Wilson beso a Kidman
- Funaki derrotó a Crash Holly (5:17)
  - Funaki cubrió a Holly con un "Roll-Up".
- Jamie Noble derrotó a Rey Mysterio y Tajiri en un Elimination Match reteniendo el Campeonato Crucero de la WWE (13:17) 
  - Noble cubrió a Tajiri después de un "Tiger Bomb".
  - Noble cubrió a Mysterio después de realizar la cuenta utilizando a Nidia.
  - Después de la lucha, Mysterio le aplicó un "619" a Noble y Nidia.
- Reverend D-Von & Ron Simmons derrotaron a The Big Valbowski & Chuck Palumbo (5:08)
  - D-Von cubrió a Palumbo con "Roll-Up".
- Rikishi derrotó a Albert (11:09)
  - Rikishi cubrió a Albert después de "Rump Shaker".
  - Después de la lucha, Rikishi le aplicó un "Stink Face" a Albert luego de que este último intentara atacarlo.
- Kurt Angle & Chris Benoit derrotaron a Los Guerreros (Eddie & Chavo Guerrero) reteniendo el Campeonato en Parejas de la WWE (20:16) 
  - Angle cubrió a Eddie después de "Angle Slam".
- Brock Lesnar (c) & Paul Heyman derrotaron a Edge reteniendo el Campeonato de la WWE (24:18)
  - Lesnar cubrió a Edge después de un "F-5" tras golpearlo con una silla en el estómago mientras el árbitro estaba inconsciente.
  - Después de la lucha, Edge le aplicó un "Edgecution" a Heyman cuando este último intentó atacarlo con una silla.